# Stonewall (association)
Stonewall est une association caritative britannique pour la défense des droits et des libertés LGBT. Elle est fondée en 1989 en réaction à la Section 28 de l'acte de gouvernement local de 1988. Ian McKellen et Michael Cashman comptent parmi les fondateurs. L'association est nommée en référence aux émeutes de Stonewall, à New York.